# Nobody's Fools
Albums de Slade
Slade in Flame
(1974) Whatever Happened to Slade
(1977)
Singles
1. In for a Penny
Sortie : 14 novembre 1975
2. Let's Call It Quits
Sortie : 30 janvier 1976
3. Nobody's Fool
Sortie : 9 avril 1976

Nobody's Fools est le sixième album studio du groupe britannique de rock Slade. Il est sorti en 1976 sur le label Polydor.
Dans l'espoir de percer sur le marché américain, le groupe traverse l'Atlantique pour enregistrer l'album à New York et donner de nombreux concerts aux États-Unis. Leur musique évolue avec l'ajout de chœurs féminins assurés par Tasha Thomas qui donnent des accents soul à plusieurs chansons.
Ni l'album, ni le single n'entrent dans les classements des meilleures ventes aux États-Unis. Nobody's Fools se classe seulement no 14 au Royaume-Uni.

## Fiche technique

### Chansons
Toutes les chansons sont écrites et composées par Noddy Holder et Jim Lea.
| 1. | Nobody's Fool         | 4:40 |
| 2. | Do the Dirty          | 4:42 |
| 3. | Let's Call It Quits   | 3:30 |
| 4. | Pack Up Your Troubles | 3:25 |
| 5. | In for a Penny        | 3:35 |

| 6.  | Get On Up                |  | 3:26 |
| 7.  | L.A. Jinx                |  | 3:58 |
| 8.  | Did Ya Mama Ever Tell Ya |  | 3:06 |
| 9.  | Scratch My Back          |  | 3:06 |
| 10. | I'm a Talker             |  | 3:18 |
| 11. | All the World Is a Stage |  | 3:57 |

### Musiciens

#### Slade
- Noddy Holder : chant, guitare rythmique
- Dave Hill : guitare solo, chœurs
- Jim Lea : basse, accordéon, chœurs
- Don Powell : batterie

#### Musicien supplémentaire
- Tasha Thomas : chœurs
- Paul Prestotino : dobro

### Équipe de production
- Chas Chandler : production
- Corky Stasiak, Denis Ferranti, Gabby Gabriel, Gess Young : ingénieurs du son
- Ian A. Walker : direction artistique
- Gered Mankowitz : photographie

### Classements et certifications
| Classement                    | Meilleure position |
| ----------------------------- | ------------------ |
| Royaume-Uni (UK Albums Chart) | 14                 |